# 黃文傑 (行政主任)
黃文傑（英語：Timothy Wong Man-kit，1969年12月30日—），香港公務員，在1992年4月獲香港政府聘為二級行政主任。黃於2016年中起於葵青民政事務處出任高級行政主任，並兼任葵青區議會秘書至今。他被指因民主派於2019年香港區議會選舉上大勝而對區議會文件及議程作政治審查，包括在2020年時多次去信要求區議會主席單仲偕刪去網頁歡迎辭的部分字眼。在2020年5月，葵青民政處以平反六四議案不符區議會職能為由從議程上剔出，黃及葵青民政事務專員鄭健並在區議會展開討論時與所有秘書處職員離席，拒絕提供秘書服務及關閉音響設備。區議員譚家浚質疑區議會在以往曾多次討論有關議題，而黃更是由區議會委任為秘書，故不應離席。然而，區議會在同年11月討論12港人被扣鹽田事件及反對境外投票措施等議題時，黃再次剔除議程、暫停秘書處服務及帶隊離場。在2021年9月，建制派藉香港民主派區議員辭職潮之際集體缺席區議會，黃既示意職員致電缺席的建制派區議員補回請假申請，亦拒絕公佈請假名單。他在2022年底從葵青區離任，轉至醫務衞生局任職，再於2025年初轉任屯門民政事務處出任高級行政主任，並兼任屯門區議會秘書。